# Нідавеллір
Нідавеллір («Темні поля») — батьківщина двергів у германо-скандинавській міфології.

## Старша Едда
Нідавеллір згадується у Старшій Едді (Пророцтво Вельви):
37 Стоïть на півночі

у Нідавеллірі

чертог золотий

родичів Сіндрі;

інший стоïть

у Окольнірі,

йотунів хутір

на ймення Брімір.
Як вважає Віталій Кривоніс, Сіндрі — це король двергів, його ім'я означає «іскра». Родичі Сіндрі — дверги. Ще одна строфа зі Старшої Едди вказує на Нідавеллір:
66 Йде тоді темний

летючий дракон,

сяючий змій

з Нідавеллір;

летить понад полем,

тримає у кігтях

трупи Нідгьогг.

Тепер вона щезне.

## Молодша Едда
Проблема ідентифікації Нідавелліра і Свартальгейму відпадає в Молодшій Едді, в якій Нідавеллір і зовсім не згадується, а темні ельфи і гноми — це один і той же народ. Сноррі Стурлусон об'єднав Нідавеллір з горами Niðafjöll. Також згадуєтьться Грейдмар, як повелитель жителів Нідавелліра. Намисто Брісінгамен Фрейї виготовлено також у Нідавеллірі.
Світ гномів Сноррі Стурлусон називає «Свартальвгеймом», однак не зрозуміло, чи це термінологія Сноррі, чи інший світ, незалежний від Свартальвгейму. Цілком можливо, що Нідавеллір є однією з локацій всередині Свартальвгейму або ж столицею гномів.
У дослідженнях Сімека вкаазано, що Сноррі вказує на «Сіндрі» як назву залу гномів. Сноррі також згадує Сіндрі із Нідавелліра у своїх християнських описах норвезького загробного життя і апокаліпсису.

## Популярна культура

### Вигадані світи
- У всесвіті Warcraft Нідавеллір є однією з областей, яку займають дварви.
- У всесвіті Marvel Нідавеллір є країною гномів, саме гномів, тому як Свартальвгейм є країною темних ельфів[6].
- В D & D Нідавеллір є третім шаром Асгарду. Територія Нідавелліра тут поділена між гномами, дварфами і дроу